# Мостовка (приток Исети)
Мостовка — река в России, протекает в Шатровском районе Курганской области. Устье реки находится в 143 км по левому берегу реки Исеть. Длина реки составляет 53 км, площадь водосборного бассейна 530 км². В 39 км от устья по левому берегу впадает река Северная.
Крупнейший населённый пункт на реке — село Шатрово, административный центр Шатровского района.

## Данные водного реестра
По данным государственного водного реестра России относится к Иртышскому бассейновому округу, водохозяйственный участок реки — Исеть от впадения реки Теча и до устья, без реки Миасс, речной подбассейн реки — Тобол. Речной бассейн реки — Иртыш.
Код объекта в государственном водном реестре — 14010501112111200003941.